# The Transformers
The Transformers («Els Transformadors» o «Els Transformables») és el títol de la sèrie de còmics original produïda l'any 1984 per Marvel com a promoció dels joguets homònims de Hasbro i amb el lema "More than meet the eyes" («Més del que els ulls veuen»), protagonitzada per uns robots extraterrestres capaços de transformar-se en vehicles o altres artefactes: projectada inicialment com una sèrie limitada de quatre números, l'èxit de vendes dels robots afavorí la continuació com a sèrie regular mensual durant huitanta números fins al 1991; la sèrie quinzenal homònima publicada per Marvel UK, que en un principi reeditava el material original, es perllongà durant tres-cents trenta dos lliuraments fins al 1992, amb material inèdit respecte a l'edició nord-americana; amb la pèrdua dels drets sobre els personatges de Hasbro, l'editorial IDW reprengué l'argument i la numeració original (a partir del número 81) en una sèrie mensual nova de vint episodis publicada entre 2012 i 2014.

## Cronologia
Els quatre primers números tingueren una publicació bimestral, datada oficialment entre setembre del 1984 i març del 1985 —llavors la data de coberta dels còmics era de quatre mesos vista—, i el número 5 eixí tres mesos després del 4, a partir del qual la sèrie es mantingué amb periodicitat mensual —anys més tard, Marvel resincronitzà les dates de coberta, raó per la qual els números 58 al 61 presenten dates confuses— fins l'últim número americà, el 80 (juliol de 1991); entre gener de 1987 i juliol de 1988, Marvel publicà deu llibrets de butxaca amb reedicions dels vint primers números, dos capítols per cada volum, amb fitxes dels robots.
A més de la sèrie regular, Marvel publicà quatre sèries limitades: l'adaptació en tres parts de The Transformers: The Movie, el llargmetratge d'animació estrenat l'any 1986; alhora eixí The Transformers Universe, quatre números de fitxes; al gener de l'any següent aparegué GI Joe and the Transformers, un encontre entre les dos propietats de Hasbro publicades per Marvel, l'argument de la qual se situa entre els números 24 i 27 de la sèrie mare; i, encara en 1987, una altra sèrie de quatre capítols, The Transformers - Headmasters, protagonitzada per la nova fornada de joguets i ambientada en un altre planeta anomenat Nebulos, que en acabant recalarien a la Terra en el número 39.

## Argument
La tetralogia inicial, executada per Ralph Macchio (guió) i Jim Salicrup (dibuix) presenta els personatges de la primera fornada de joguets, coneguda com a «Generació 1» o «G1», i té el mateix rerefons argumental que la sèrie de dibuixos animats, coproduïda també per Marvel: els Transformers són uns robots humanoides procedents del planeta Cybertron, on hi ha una guerra civil entre dos faccions enfrontades (Autobots i Decepticons) que, després d'un combat en l'espai on els Decepticons aborden la nau Autobot anomenada Arca ("Ark"), s'estavellen amb aquesta a la Terra i reviscolen quatre milions d'anys després, a les acaballes del segle xx, l'any 1984 concretament, per l'entrada en erupció del volcà adormit Sant Hilari ("Saint Hilary") a l'estat d'Oregon; sense possibilitat aparent de tornar al seu planeta, els Decepticons (liderats per Megatron) decideixen explotar els recursos energètics de la Terra mentre els Autobots, encapçalats per Optimus Prime, fan costat als humans, entre els quals Buster i son pare, William Sparkplug ("Bugia") Witwicky, i l'aparició excepcional de personatges propis de l'Univers Marvel com Nick Fury o Spiderman.
En el primer número els primers personatges que es presenten són, per la banda dels Autobots (18): Optimus Prime, Prowl, Ironhide, Huffer, Bumblebee, Sunstreaker, Cliffjumper, Brawn, Sideswipe, Mirage, Bluestreak, Jazz, Hound, Windcharger, Gears, Ratchet, Wheeljack i Trailbreaker; i per la banda dels Decepticons (10): Megatron, Soundwave, Starscream, Skywarp, Thundercracker, Rumble, Frenzy, Ravage, Buzzsaw i Laserbeak.
El quart número hauria acabat amb la victòria dels Autobots, però la decisió de continuar la sèrie feu reescriure les últimes pàgines d'eixe còmic per a què acabara amb un gir argumental i una deixada en suspens: Bob Budiansky, que havia perfilat la història dels quatre episodis anteriors, guionitzà els números 5 al 12 junt amb diversos artistes, en els quals el Decepticon Shockwave es converteix en el principal antagonista de la sèrie, amb la incorporació de nous Transformers com els Dinobots (Grimlock, Snarl, Sludge, Slag i Swoop), Jetfire (conegut com Skyfire a la sèrie animada) o els Constructicons (Scrapper, Scavenger, Mixmaster, Longhaul, Bonecrusher i Hook) i humans com G.B. Blackrock i Circuit Breaker "Curtcircuit".
Després dels primers dotze números, la sèrie hagué d'introduir nous personatges per a promoure les noves fornades de joguets fins als números 24 i 25, en els quals Optimus i Megatron donen pas a nous líders o a lluites internes pel lideratge de cada facció.

## Marvel UK
L'edició britànica de la sèrie es perllongà durant tres-cents trenta-dos números, el primer dels quals aparegué amb data de publicació de 20 de setembre al 3 d'octubre del 1984: Sheila Cranna, editora de Doctor Who Magazine (també de Marvel UK), dirigí el títol durant la primera etapa, de periodicitat quinzenal i format de revista; a partir de l'aparició d'Spider-man en el número 6 —corresponent al n. 3 americà—, les vendes pujaren i facilitaren el canvi a setmanari; a més de reeditar la sèrie original, la revista oferia articles sobre robots i, més tard, reedicions de Machine Man, Iron Man i Action Force, tires còmiques com Robo-Capers de Lew Stringer o Combat Colin i, a mesura que avançava l'edició estatunidenca, històries i portades originals —com la coberta envolvent del número 100, d'Alan Davis— fetes per autors britànics, sobretot pel guionista Simon Furman.

## Reedicions
El 2025, Skybound mamprengué una campanya de micromecenatge en el portal Kickstarter per a una edició «Compendium» en quatre volums amb tots els còmics publicats per Marvel, inclòs el material britànic: el projecte assolí el pressupost inicial de quaranta mil dòlars als dos minuts d'obrir la pàgina als mecenes, i al segon dia ja en tenia compromesos més de dos milions, una xifra propera al rècord del còmic millor microfinançat aconseguit l'any anterior per un altre «compendi» d'Skybound dedicat a G.I. Joe.
La reedició recopila tota la sèrie en quatre volums d'entre mil i mil dos-centes pàgines cada un, però amb dos configuracions diferents: les sèries estatunidenca i britànica, de dos volums cada una, es poden adquirir per separat —també estaran disponibles en llibreries de còmic a partir del 10 de juny— amb cada història en l'orde cronològic de publicació original; o en un lot exclusiu per a la campanya batejat Til All Are One («fins que tots siguen un») que combina ambdós sèries en l'orde ideal de lectura conjunt. A mesura que la recaptació assolisca noves fites, hi afegiran regals i recompenses com cartes o autògrafs.
Part dels beneficis obtinguts serviran per a pagar els guionistes Simon Furman o Bob Budiansky i els dibuixants Andrew Wildman o Geoff Senior per nous encàrrecs, ja que altrament no rebrien cap guany en concepte de drets d'autor del material original.